# 江南第二泉
江南第二泉位于南京雨花台东岗，泉有二孔，水出地面一米。二泉原名雨花泉，又因位于原永宁寺内而名永宁泉。南宋诗人陆游登游雨花台时，以雨花泉水沏茶，感其清洌甘美，色味俱绝，品为二泉；明代学者赵谦曾题“二泉”匾额；“江南”为后人所添；今“江南第二泉”为书法家萧娴所书。
“雨花台上雨花茶”，“二泉茶社”历史悠久。